# Psków-II
Psków-II (ros. Псков-II) – stacja kolejowa w miejscowości Psków, w obwodzie pskowskim, w Rosji. Położona jest na linii Psków – Valga – Ryga.

## Historia
Stacja powstała w czasach carskich na Kolei Pskowsko-Ryskiej.